# Elen Luyddawg
Elen Luyddawg ['elen ’lijðaug] ist eine Sagengestalt aus der britannischen Mythologie. In der christlichen Tradition ist sie als Saint Helen of Caernarfon überliefert.

## Mythologie
In der Erzählung Breuddwyd Macsen („Macsens Traum“), aufgezeichnet im Llyfr Gwyn Rhydderch („Das weiße Buch von Rhydderch“), ist Elen Luyddawg die Tochter des Briten-Königs Eudaf Hen und die Schwester von Cynan. Der römische Kaiser Macsen Wledig verliebt sich auf Grund eines Traumgesichtes in eine unbekannte wunderschöne Frau, die seine Boten schließlich in Wales finden. Nach der Eroberung Britanniens heiratet er Elen, macht sie zu seiner Kaiserin, übergibt Eudaf Hen die Regentschaft über Britannien und bleibt sieben Jahre bei ihr. Als in Rom ein Gegenkaiser für das Römische Reich ernannt wird, kann er mit Hilfe Cynans seine Krone zurückgewinnen.

## Christliche Tradition
Saint Helen of Caernarfon wird als Kirchengründerin des späten 4. Jahrhunderts in Wales genannt, wo sie auch das Klosterwesen nach gallischem Ritus eingeführt haben soll. Deswegen wurde sie zur Heiligen erhoben. Sie war die Gattin von Magnus Maximus (Macsen) und Mutter von fünf Kindern, darunter den Söhnen Cystennin (auch Custennin oder Konstantin) und Peblig (Publicus, der im Kalender der Yr Eglwys yng Nghymru, der Church in Wales, genannt ist). Obwohl sie sechzig Jahre nach Helena, der Mutter des Kaisers Konstantin des Großen, lebte, wurde sie früher wegen der Namensgleichheit der Söhne manchmal mit dieser verwechselt. Helen ist die Patronin von Lanelan auf der Gower-Halbinsel und der Kirche von Penisa’r-waun bei Caernarfon. Der heilige Gregor von Tours und der Biograf Sulpicius Severus berichten, Maximus/Macsen und Helen/Elen hätten bei ihrer Reise nach Gallien den heiligen Martin von Tours besucht.